# هازلباخ (باواریا)
هازلباخ (باواریا) (به آلمانی: Haselbach, Bavaria) یک شهر در آلمان است که در بایرن واقع شده‌است.

## خصوصیات
هازلباخ ۱۸٫۴۵ کیلومترمربع مساحت دارد ۴۲۸ متر بالاتر از سطح دریا واقع شده‌است.